# Adriaen van der Kabel
Adriaen van der Cabel či Ary van der Touw (1631 Rijswijk – 16. června 1705 Lyon) byl malíř tzv. zlatého věku nizozemského malířství. Byl hlavně krajinářem, aktivní ve Francii a Itálii.

## Životopis
Adriaen van der Kabel se narodil a vyrůstal v městečku Rijswijk, v blízkosti Haagu. Byl také známý jako Ary. Podle Houbrakena se učil malovat u Jana van Goyena a jeho skutečné jméno bylo van der Touw (anglicky: String – šňůra, řetěz), ale podle Van Goyena to nebylo dost velké, takže to změnil na of Cable (anglicky: lano). Houbraken napsal, že jeho bratr Engel byl také malíř, a že Adriaen už žil v Lyonu, když Johannes Glauber byl na své grand tour (velká cesta, kterou mladí muži podnikali pro získání zkušeností). Cabel se přestěhoval do Lyonu jako mladý muž a strávil tam zbytek svého života.

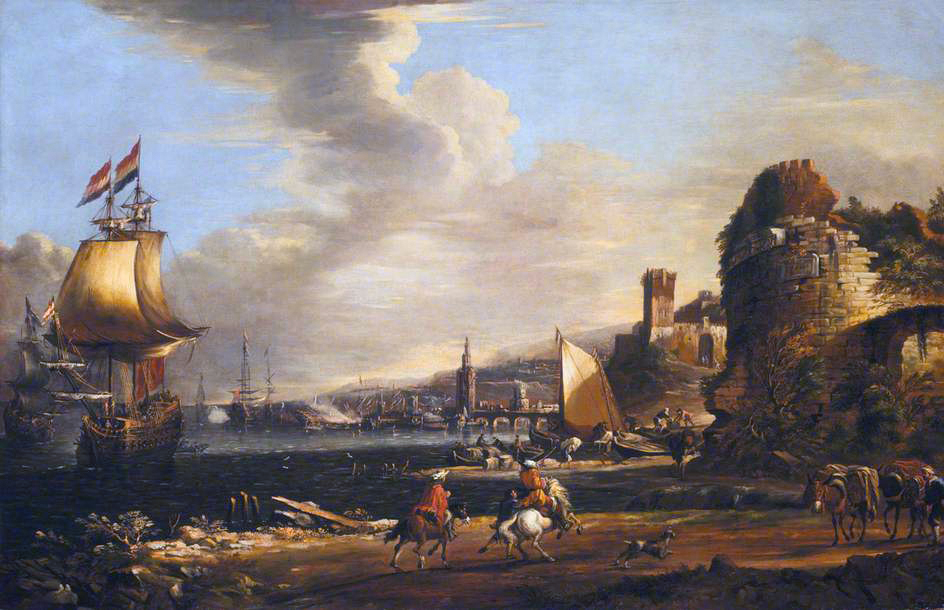
Adriaen van der Kabel, Přístav v Janově, 1660

Podle RKD (Netherlands Institute for Art History) žil v Lyonu v letech 1655–1658, poté v letech 1659–1666 žil v Římě a nakonec se v roce 1668 vrátil do Lyonu, kde zůstal až do své smrti. Jeho jméno bylo Geestigheid (Humor). Jeho práce je někdy zaměňována s prací jeho bratra Engela van der Cabela (1641 – po 1695), také známého jako Ange nebo Angelo. Engel doprovázel svého bratra na jeho cestách a oba se oženili ve stejný den. Jako jeho bratr, i Engel se stal členem Bentvueghels s přezdívkou Corydon. Engel se s Adriaenem přestěhoval do Lyonu, kde se v roce 1672 stal 'Maître-Garde' v cechu svatého Lukáše.

## Poznámka
1. ↑  Johannes Glauber byl malíř, který žil dva roky v Lyonu, kde zůstal malovat pro Adriaena van der Kabel. Poté odcestoval do Itálie s jeho bratrem a dvěma francouzskými malíři. Po 6 měsících v Římě se připojil k Bentvueghels s přezdívkou Coridon, ale protože věděl, že jméno již bylo dáno Van der Cabel, změnili to na Polidoor.V tomto článku byl použit překlad textu z článku Johannes Glauber na anglické Wikipedii.